# Spanisch-Portugiesischer Krieg (1776–1777)
Der Spanisch-Portugiesische Krieg war ein militärischer Konflikt zwischen dem Königreich Spanien und dem Königreich Portugal in den Jahren 1776 bis 1777. Der Kolonialkonflikt in Südamerika um den Besitz des heutigen Uruguays endete mit einem spanischen Erfolg.

## Vorgeschichte
Die Kontrolle der Banda Oriental, heute Uruguay und Teile von Südbrasilien, war zwischen Spanien und Portugal seit langem umstritten. Ein letzter offener militärischer Konflikt war der Spanisch-Portugiesische Krieg von 1735 bis 1737. Das von den Spaniern eroberte Colonia del Sacramento musste nach Friedensschluss im Vertrag von Paris an Portugal zurückgegeben werden, aber Santa Tecla, San Miguel, Santa Teresa und Rio Grande de São Pedro blieben in spanischen Händen.
Während des Siebenjährigen Krieges eroberten die Spanier erneut Colonia del Sacramento und nahmen das Gebiet des heutigen brasilianischen Bundesstaates Rio Grande do Sul ein. Im Frieden von Paris 1763 mussten sie Colonia del Sacramento zurückgeben. Später folgten die brasilianischen Gebiete. In den Jahren 1763–1765 gab es weitere Kolonialkonflikte zwischen beiden Seiten. Dabei eroberten die Spanier Rio Grande und weitere bedeutende Plätze.
Die Machtverhältnisse verschoben sich, als 1776 in Buenos Aires das Vizekönigreich des Río de la Plata zur effektiveren Herrschaftsausübung in dieser Teilregion errichtet wurde. Für den Verlauf des Konflikts von 1776/77 war von großer Bedeutung, dass Großbritannien durch den Amerikanischen Unabhängigkeitskrieg gebunden war und seinen Verbündeten Portugal nicht unterstützen konnte.

## Verlauf

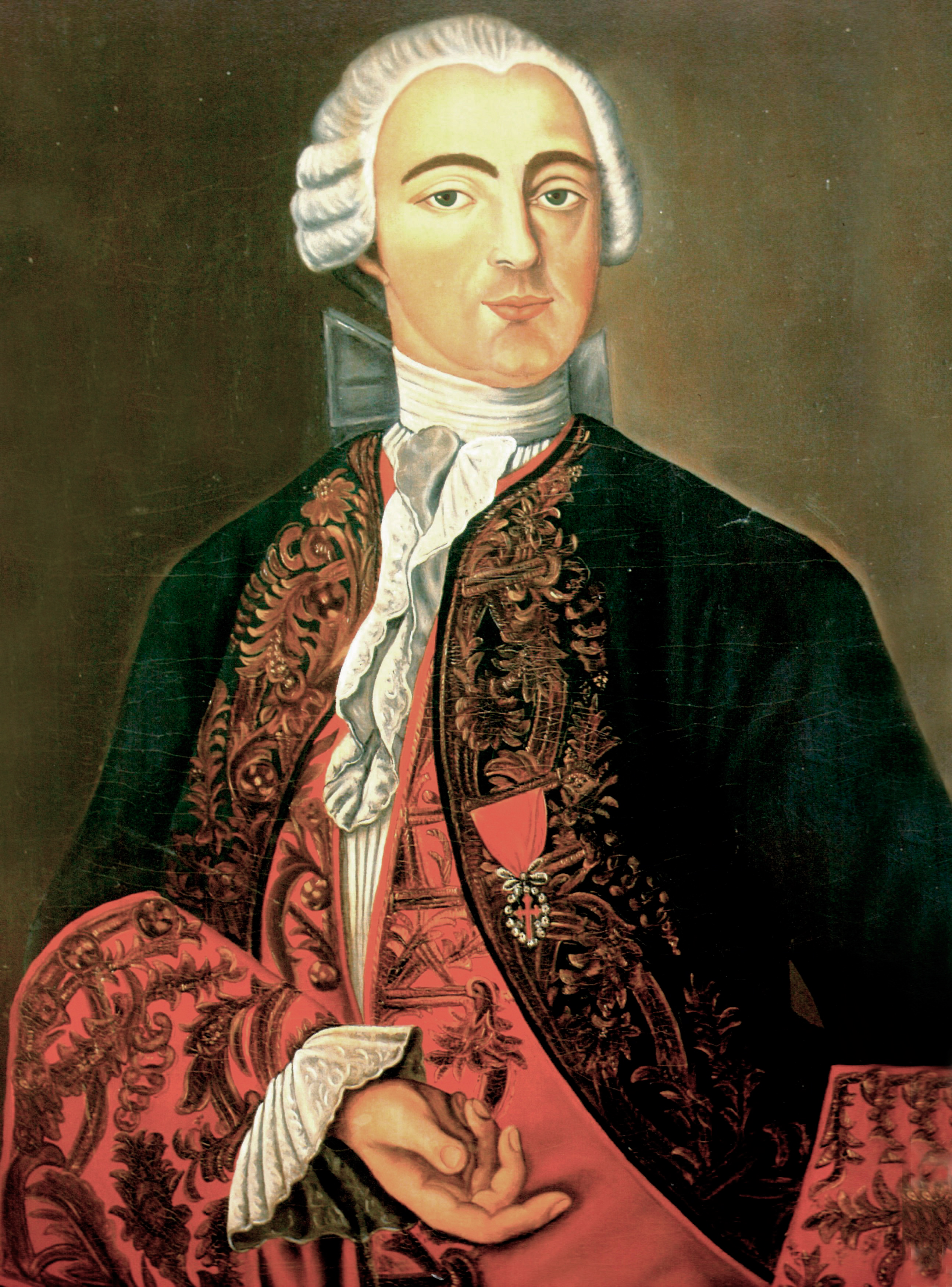
Pedro de Cevallos

Die portugiesische Seite wollte 1776 ihre Position in der Region ausbauen. Sie mobilisierte etwa 6000 Mann gegen 1450 Mann auf spanischer Seite. Im Februar 1776 griffen portugiesische Schiffe unter Robert MacDouall und Jorge Hardcastle Rio Grande de São Pedro an. Eine spanische Flotte musste nach einem verlorenen Seegefecht abdrehen. Zu Land drängten die Portugiesen die Spanier aus dem umstrittenen Gebiet. Nach einer Belagerung und einem verlorenen Gefecht musste die Stadt kapitulieren.
Nicht allein die spanischen Kolonialtruppen, sondern das Mutterland selbst reagierte darauf mit der Entsendung einer starken Flotte von sechs Linienschiffen, acht Fregatten und etwa 100 Transportern. Diese transportierten etwa 9000 Soldaten und die nötige Ausrüstung. Das Kommando der spanischen Streitkräfte wurde dem Vizekönig Pedro Antonio de Cevallos übertragen. Er hatte seine Fähigkeiten schon in seiner ersten Entdeckungsreise (1762–1763) bewiesen.
Im Februar 1777 erreichte die spanische Flotte Südamerika. Eine schwächere portugiesische Flotte unter Robert MacDouall wich einer Konfrontation aus. Am 23. Februar griff Cevallos die Garnison auf der Insel St. Catarina an. Als die Portugiesen die an der Küste landenden spanischen Truppen sahen, flohen sie ohne Gegenwehr. Bei dem Versuch Rio Grande de São Pedro zurückzuerobern, wurde die spanische Flotte von einem Sturm überrascht, der sie zwang zur Reparatur Montevideo anzulaufen.
Cevallos ließ Truppen in die Banda Oriental auf der anderen Seite des Río de la Plata einmarschieren. Mit etwa 4500 Mann belagerte er Colonia del Sacramento. Mit Mörsern und Kanonen wurde die Stadt beschossen. Die Portugiesen, die bereits von einer spanischen Blockade geschwächt waren, kapitulierten rasch. Die Befestigungswerke wurden zerstört. Der Hafen wurde durch versenkte Schiffe blockiert.
Inzwischen hatte die spanische Kriegsflotte nach den gegnerischen Schiffen gesucht. Cevallos segelte nun erneut nach Rio Grande de São Pedro und erhielt dabei weitere Verstärkung von einer spanischen Garnison. Bevor er die Stadt erobern konnte, erreichten ihn die Nachricht von einem Friedensschluss.

## Folgen
In Portugal erkannte man im Februar 1777 die aussichtslose militärische Situation nach den ersten spanischen Erfolgen und suchte um Frieden nach. Am 24. Februar 1777 starb König Joseph I von Portugal, seine Tochter Maria schloss den Friedensvertrag mit den Spaniern ab. Die Banda Oriental wurde im Vertrag von San Ildefonso 1777 an Spanien abgetreten. Santa Catarina wurde Portugal zurückgegeben und der portugiesische Anspruch auf Rio Grande de São Pedro wurde anerkannt. Die Grenzen zwischen dem spanischen und dem portugiesischen Machtbereich festgelegt, die den heutigen Grenzen von Brasilien und Uruguay entsprechen. Als Provinz Banda Oriental wurde das neue Gebiet in den spanischen Herrschaftsbereich eingegliedert. Ausgenommen war das Misiones Orientales genannte Gebiet in der Gegend des heutigen Paraguay; sogar eine präzise gezeichnete Grenze der Mato Grosso scheiterte beide Seiten zu befrieden. Besonders der westliche Teil der Grenze stellte ein Problem dar.
Weil Portugal während des Krieges nicht von Großbritannien unterstützt wurde, blieb das Land neutral, als es 1779 im Zusammenhang mit dem Amerikanischen Unabhängigkeitskrieg zum Anglo-Spanischen Krieg kam. Damit hatte Spanien eine größere Handlungsfreiheit in Übersee und in Europa und dies erlaubte etwa Gibraltar mehrere Jahre zu belagern. Dies zwang die Briten Schiffe und Truppen für den Kampf mit Spanien zu verwenden, die im Krieg gegen die aufständischen Kolonien und das mit diesen verbündete Frankreich fehlten.